# Limbang (district)
Limbang is een district in de Maleisische deelstaat Sarawak.
Het district telt 48.000 inwoners op een oppervlakte van 4000 km².